# 나오미 라이언
나오미 라이언(Naomi Ryan, 1974년 5월 24일 ~ )은 영국의 배우이다.

## 출연 작품

### 영화
- 허니 트랩 (2014)

### 방송
- 스튜디어스 다이어리 (시즌1,2)
- 닥터 후 (시즌7)
- 미스터 셀프리지 (시즌3)